# Czesław Michniewicz
Czesław Michniewicz (* 12. Februar 1970 in Bjarosauka, Weißrussische SSR) ist ein ehemaliger polnischer Fußballtorhüter und heutiger Fußballtrainer. Er war von Januar bis Dezember 2022 Trainer der polnischen Nationalmannschaft.

## Spielerkarriere
Nach einer ersten Station in der Jugendmannschaft von Ossa Biskupiec spielte Michniewicz von 1985 bis 1996 als Nachwuchstorhüter für Bałtyk Gdynia. Nach drei Spielzeiten als Stammtorhüter bei Polonia Gdańsk bekam er einen Vertrag bei Amica Wronki, für die er in der Saison 1999/2000 zu neun Einsätzen in der erstklassigen Ekstraklasa sowie zu Spielen im polnischen Pokal kam. Er wurde zweimal Pokalsieger in Polen. Außerdem spielte er im UEFA-Pokal gegen Atlético Madrid. Michniewicz beendete seine aktive Karriere als Torhüter im Alter von 30 Jahren im Jahr 2000.

## Trainerkarriere

### Erfolgreiche Anfänge und schwere Folgejahre
Michniewicz startete seine Trainerkarriere 2001 bei der zweiten Mannschaft von Amica Wronki und wirkte für die erste Mannschaft zugleich als Torwarttrainer. Nach einer Saison als Assistenztrainer für Olimpia Elbląg wurde er im September 2003 zum Trainer der ersten Mannschaft von Lech Posen ernannt.
Mit Lech Posen gewann er in der Saison 2003/04 den polnischen Pokal sowie den polnischen Supercup und begründete damit eine Erfolgsära für den westpolnischen Verein. Nach dem Ausscheiden im Viertelfinale des polnischen Pokals verließ er den Verein im Juni 2006 und wurde im Oktober 2006 zum Trainer von Zagłębie Lubin ernannt. Hier konnte er an seine erfolgreiche Leistung anknüpfen und führte die zunächst wenig favorisierte Mannschaft in der Saison 2006/07 zu ihrem zweiten Meistertitel, verließ den Verein jedoch im Oktober 2007 wieder.

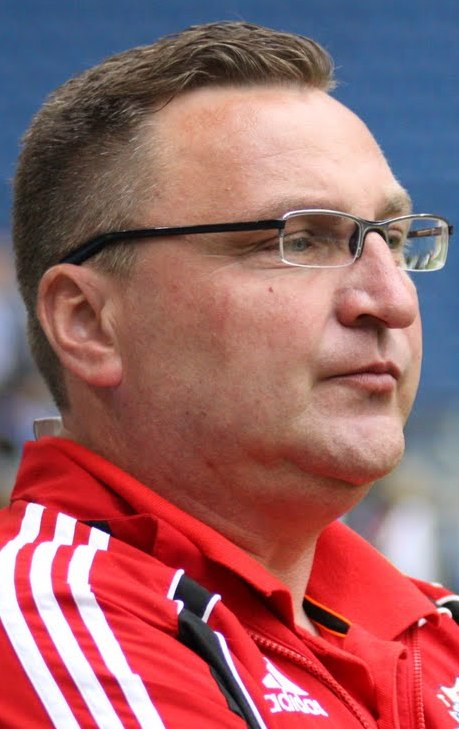
Michniewicz beim Podbeskidzie Bielsko-Biała (2013)

Nach einem halben Jahr Pause trainierte Michniewicz von Juli 2008 bis April 2009 Arka Gdynia in der Ekstraklasa, konnte an seine bisherigen Erfolge zunächst nicht anknüpfen und wechselte nach einer erneuten Pause von einem Jahr im November 2010 als Trainer zu Widzew Łódź. Auf seinem neuen Posten konnte er die an ihn gesteckten Erwartungen ebenfalls nicht erfüllen, so dass Michniewicz den Verein im Juni 2011 wieder verließ. Seinen unmittelbar danach angetretenen Posten als Trainer bei Jagiellonia Białystok hielt er ebenfalls nur bis Dezember 2011. Nach halbjähriger Unterbrechung wurde Michniewicz im März 2012 als Trainer von Polonia Warschau vorgestellt, blieb auf diesem Posten allerdings nur bis Mai desselben Jahres. Im Jahr darauf trainierte er schließlich für wenige Monate bis Oktober 2013 Podbeskidzie Bielsko-Biała.
Im April 2015 wurde Michniewicz als Trainer von Pogoń Stettin verpflichtet. Seine Mannschaft beendete die 2015/16 in der Ekstraklasa auf dem respektablen sechsten Platz. Trotz des besten Ergebnisses seit Jahren wurde sein Vertrag nicht verlängert und er wechselte im Juli 2016 zum Aufsteiger Bruk-Bet Termalica Nieciecza, wo er bis zum März 2017 als Trainer verantwortlich war.

### Polnische U21-Nationalmannschaft
Im Juli 2017 wurde Michniewicz zum Trainer der polnischen U21-Nationalmannschaft ernannt. Nach dem Sieg gegen Portugal in den Playoffs qualifizierte sich Polen unter seiner Leitung zum ersten Mal seit 1994 für die Endrunde der U21-Europameisterschaft, wo Polen 2019 in der Vorrunde ausschied. Im Oktober 2020 wurde er durch Maciej Stolarczyk ersetzt.

### Legia Warschau
Im September 2020 wurde Michniewicz zum Trainer von Legia Warschau ernannt. Mit dem Hauptstadtklub gewann er am 28. April 2021 seine zweite polnische Meisterschaft nach dem 0:0-Unentschieden zwischen Jagiellonia Białystok und Raków Częstochowa (da letztere Mannschaft damit die rechnerische Chance verloren hatte, Legia Warschau einzuholen), drei Spiele vor Abschluss der Saison.
Am 26. August 2021 besiegte Legia Warschau unter der Leitung von Michniewicz Slavia Prag und qualifizierte sich zum ersten Mal seit fünf Jahren für die Gruppenphase eines Europapokals. In der Gruppenphase der UEFA Europa League traf seine Mannschaft auf Leicester City, den SSC Neapel und Spartak Moskau.
Obwohl Legia Warschau nach Siegen gegen Spartak Moskau und Leicester City seine Gruppe anführte, hatte man in der Ekstraklasa Probleme. Nach vier Niederlagen in Folge, neun Punkten aus zehn Spielen und Platz 15 in der Tabelle, wurde Michniewicz am 25. Oktober 2021 entlassen.

### Polnische Nationalmannschaft
Am 31. Januar 2022 wurde Michniewicz zum neuen polnischen Nationaltrainer ernannt. Er unterzeichnete einen Vertrag bis zum 31. Dezember 2022 mit einer Option zur Verlängerung, nachdem der vorherige Trainer Paulo Sousa drei Monate vor dem ersten Spiel der polnischen Qualifikation für die FIFA-Weltmeisterschaft 2022 zu Flamengo gewechselt war.
Michniewicz sollte sein Debüt ursprünglich gegen Russland in Moskau geben, bevor Russland nach dem Beginn des russischen Überfalls auf die Ukraine disqualifiziert wurde. Am 24. März bestritt Polen sein erstes Spiel unter Michniewicz, ein 1:1-Unentschieden in einem Freundschaftsspiel gegen Schottland.
Am 29. März 2022 führte Michniewicz Polen zu einem 2:0-Sieg gegen Schweden im Playoff-Finale der WM-Qualifikation, womit das Land sich für die Weltmeisterschaft in Katar qualifizierte. Die erste WM-Partie seiner Mannschaft endete mit einem 0:0-Unentschieden gegen Mexiko. Nach dem Überstehen der Gruppenphase schied Polen im Achtelfinale gegen Frankreich nach einer 1:3-Niederlage aus. Bei der WM in Katar überstand Polen unter Trainer Michniewicz erstmals nach 36 Jahren wieder die Gruppenphase einer Weltmeisterschaft. Nach der WM wurde die Zusammenarbeit dennoch beendet.

## Persönliches
Michniewicz wurde in der ehemaligen Sowjetunion (im Westen des heutigen Belarus) während eines Besuchs seiner Familie bei seinem Großvater geboren, der dort lebte. Er wuchs in Biskupiec auf. Am 20. Juni 1998 heiratete er Grażyna Rzewuska, mit der er zwei Söhne hat: Mateusz (geboren am 22. Januar 2001) und Jakub (geboren am 13. August 2003).

## Erfolge

### Als Spieler
- Polnischer Pokal: 1999, 2000

### Als Trainer
Lech Posen
- Polnischer Pokal: 2004
- Polnischer Superpokal: 2004

Zagłębie Lubin
- Polnischer Meister: 2007
- Polnischer Superpokal: 2007

Legia Warschau
- Polnischer Meister: 2021